# ヴァルナ空港
ヴァルナ空港（ブルガリア語: Летище Варна、英語: Varna Airport）は、ブルガリア共和国ヴァルナにある国際空港。

## 就航路線
- ベルリン (シェーネフェルト)
- ベルリン (テーゲル)
- ウィーン
- ロンドン (ガトウィック)
- アムステルダム
- ケルン
- マドリード
- フランクフルト
- ソフィア
- ブダペスト
- マンチェスター
- ニューカッスル
- オスロ